# Gare d’Avesnes
Gare d’Avesnes vasútállomás Franciaországban, Avesnes-sur-Helpe településen.

## Vasútvonalak
Az állomást az alábbi vasútvonalak érintik:
- Fives-Hirson-vasútvonal

## Kapcsolódó állomások
A vasútállomáshoz az alábbi állomások vannak a legközelebb:
- Gare de Saint-Hilaire
- Gare d’Avesnelles
- Gare d’Aulnoye-Aymeries
- Gare de Sains-du-Nord